# Station Kałęczyn
Station Kałęczyn is een spoorwegstation in de Poolse plaats Kałęczyn.